# Mucuripe (canção)
Mucuripe é uma famosa canção composta por Belchior em 1970. Ao apresentá-la ao colega Raimundo Fagner, a música ganhou uma nova melodia. Em 1971, no Festival de Música do Ceub, “Mucuripe” abocanhou o primeiro lugar. A faixa foi apresentada por Raimundo Fagner, com a nova melodia.
Ela foi lançada oficialmente em 1972, no Disco de Bolso do jornal O Pasquim, por Sérgio Ricardo, e logo em seguida foi gravada por Elis Regina e Roberto Carlos.

## História
Mucuripe teve, na verdade, duas versões.
A primeira, com letra e música frutos apenas da inspiração de Belchior, não é conhecida. Era cantada, pelo autor, em encontros boêmios de Fortaleza, principalmente, no Bar do Anísio, localizado na praia que deu o título à música e nas rodas de músicas do chamado “Pessoal do Ceará”.
Posteriormente, Fagner fez uma nova versão em cima da mesma letra. É esta versão que ficaria famosa, e se tornando a definitiva.
No livro, “No tom da canção cearense – Do rádio, e TV, dos lares e bares na era dos festivais (1963-1979)”, do historiador cearense Wagner Castro, Belchior admite, que a versão de Raimundo Fagner era melhor que a sua: “[…] Eu fiz um scanner de “Mucuripe”, com letra e música e depois o Fagner fez uma música bem melhor que a minha […]. Depois, com muito prazer, eu deixei de cantar a minha”.

## Prêmios
- 1971 - 1o Lugar - Festival de Música do Ceub[2]

## Regravações
A música já foi gravada, além dos próprios Belchior e Fagner, por Amelinha, Elis Regina, Roberto Carlos, entre outros.